# ميخائيل أني
ميخائيل أنّي (بالإنجليزية: Michael Ani)‏ هو موظف مدني نيجيري، ولد في 30 نوفمبر 1917 في ولاية كروس ريفر في نيجيريا، وتوفي في 18 ديسمبر 1985.